# Grüne Riesenanemone
Die Grüne Riesenanemone (Anthopleura xanthogrammica) ist eine der größten Seeanemonen (Actiniaria) und gehört zur Klasse der Blumentiere (Anthozoa).

## Merkmale
Grüne Riesenanemonen leben mit Zooxanthellen und Zoochlorellen (grüne Algen) in Symbiose, die ihnen die grüne Farbe verleihen. Da sie Fleischfresser sind, haben diese Algen organische Bestandteile, die sie der Grünen Riesenanemone schmackhaft machen. In Höhlen verlieren sie ihre Farbe schnell und werden weiß. Während sie innen heller sind, sind die Tentakel dunkel- über olivgrün bis braun.

Sie erreichen einen Durchmesser von 10 bis 25 cm und eine Körperhöhe von 7 bis 25 cm und zählen damit zu den größten Seeanemonen. Die Tentakel sind übersät mit tausenden von stark nesselnden Nematocyten. Für Menschen jedoch sind sie ungiftig. Obwohl sie sich langsam auf ihrem Saugfuß fortbewegen können, bleiben sie normalerweise ihr Leben lang auf ein und derselben felsigen Stelle stehen. Wenn das Meer abebbt, ziehen sie ihre Tentakel ein und schließen sich, um ein Austrocknen zu verhindern.

## Vorkommen
Grüne Riesenanemonen sind im nordöstlichen Pazifik von Alaska bis Panama an steinigen Küsten in der Gezeitenzone verbreitet.

## Ernährung

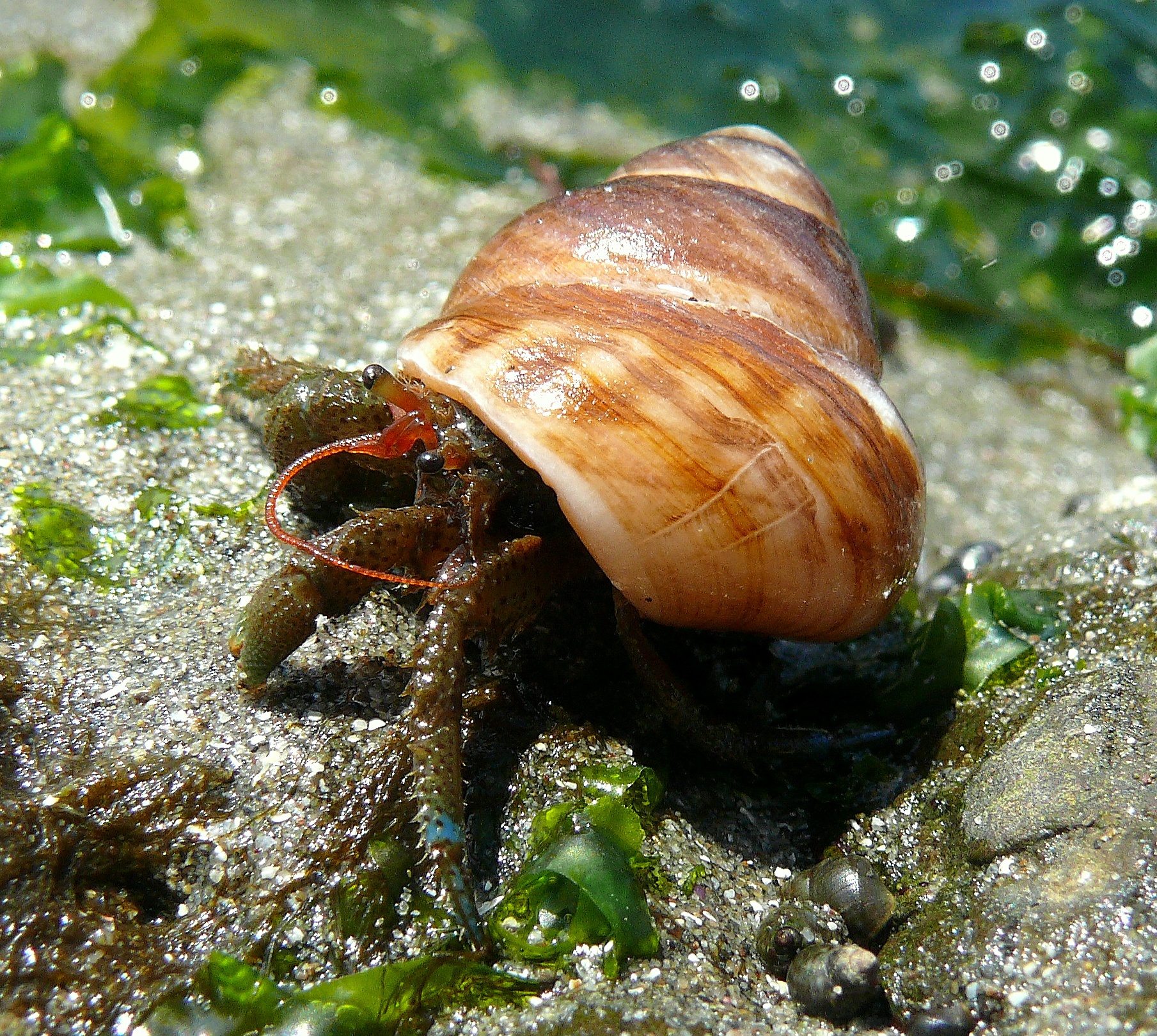
Rechtshändiger Einsiedlerkrebs Pagurus samuelis

Grüne Riesenanemonen ernähren sich von abgelösten Muscheln, Seeigeln, kleinen Fischen und Krebsen. Miesmuscheln machen vielerorts einen Hauptteil der Nahrung aus. Die Grüne Riesenanemone gehört zu den wenigen Fressfeinden der Meeresschnecke Aplysia californica, des Kalifornischen Seehasen. Die Beute wird mit den Nesselzellen paralysiert. Ihre kleinen Flagellen befördern die Beute in die Magenhöhle durch die Öffnung in der Mitte des Mundscheibe. Ist die Nahrung verdaut, werden die Exkremente über dieselbe Öffnung wieder ausgeschieden. Trotz der giftigen Nesselzellen lebt der Einsiedlerkrebs Pagurus samuelis mit den Grünen Seeanemone zusammen.

## Feinde
Riesenanemonen werden von Krabben, Asselspinnen (darunter Pycnogonum stearnsi) und Seesternen (insbesondere Dermasterias imbricata) gefressen. Wichtige Fressfeinde sind verschiedene Meeresschnecken, darunter einige Nacktkiemer wie Aeolidia papillosa, welche die Tentakeln abweidet, sowie Wendeltreppenschnecken – im südlichen Kalifornien u. a. Opalia borealis, Opalia chacei und Opalia funiculata, die ihre Proboscis in den Rumpf der Seeanemone bohren, und in der Gezeitenzone Epitonium tinctum, die ebenfalls Tentakeln frisst.

## Fortpflanzung
Von Spätfrühling bis Sommer geben die Männchen Spermien ab, um die Weibchen zu stimulieren, auch ihre Eier abzugeben. Die Befruchtung findet im Wasser statt. Sie können sich auch asexuell fortpflanzen, durch Knospung, Zellteilung oder Verwundungen am Fuß.